# Atletismo nos Jogos Pan-Americanos de 2015 - Heptatlo feminino
A competição do heptatlo feminino foi um dos eventos do atletismo nos Jogos Pan-Americanos de 2015, em Toronto. Foi disputada no Estádio CIBC de Atletismo Pan e Parapan-Americano entre os dias 24 e 25 de julho.

## Calendário
Horário local (UTC-4).
| Data        | Horário | Fase                    |
| ----------- | ------- | ----------------------- |
| 24 de julho | 10:45   | 100 metros com barreias |
| 24 de julho | 11:30   | Salto em altura         |
| 24 de julho | 17:50   | Arremesso de peso       |
| 24 de julho | 19:10   | 200 metros              |
| 25 de julho | 18:35   | Salto em distância      |
| 25 de julho | 19:55   | Lançamento de dardo     |
| 25 de julho | 21:35   | 800 metros              |
| 25 de julho | 21:35   | Resultado final         |

## Medalhistas
| Ouro   | CUB Yorgelis Rodríguez |
| Prata  | USA Heather Miller     |
| Bronze | BRA Vanessa Spínola    |

## Recordes
Recordes mundial e pan-americano antes da disputa dos Jogos Pan-Americanos de 2015.
| Tipo                             | Atleta               | Pontos | Local    | Data                   |
| -------------------------------- | -------------------- | ------ | -------- | ---------------------- |
|                                  | Jackie Joyner-Kersee | 7291   | Seul     | 24 de setembro de 1988 |
| Recorde dos Jogos Pan-Americanos | Magalys García       | 6290   | Winnipeg | 28 de julho de 1999    |

## Resultados

### 100 metros com barreiras
| Colocação | Bateria | Atleta              | Nacionalidade      | Tempo | Vento | Pontos | Notas |
| --------- | ------- | ------------------- | ------------------ | ----- | ----- | ------ | ----- |
| 1         | 2       | Jessica Zelinka     | CAN Canadá         | 13.12 | +0.2  | 1106   |       |
| 2         | 2       | Heather Miller      | USA Estados Unidos | 13.66 | +0.2  | 1027   |       |
| 3         | 2       | Anna Camila Pirelli | PAR Paraguai       | 13.72 | +0.2  | 1018   |       |
| 4         | 2       | Breanna Leslie      | USA Estados Unidos | 13.73 | +0.2  | 1017   |       |
| 5         | 1       | Yorgelis Rodríguez  | CUB Cuba           | 13.81 | -1.7  | 1005   |       |
| 6         | 1       | Yusleidys Mendieta  | CUB Cuba           | 13.89 | -1.7  | 994    |       |
| 7         | 2       | Alysbeth Felix      | PUR Porto Rico     | 13.96 | +0.2  | 984    |       |
| 8         | 1       | Vanessa Spínola     | BRA Brasil         | 14.03 | -1.7  | 974    |       |
| 9         | 1       | Jessamyn Sauceda    | MEX México         | 14.09 | -1.7  | 966    |       |
| 10        | 1       | Tamara de Sousa     | BRA Brasil         | 14.33 | -1.7  | 932    |       |
| 11        | 1       | Evelis Aguilar      | COL Colômbia       | 14.35 | -1.7  | 929    |       |
| 12        | 1       | Jillian Drouin      | CAN Canadá         | DSQ   | -1.7  | 0      |       |

### Salto em altura
| Colocação | Atleta              | Nacionalidade      | 1.47 | 1.50 | 1.53 | 1.56 | 1.59 | 1.62 | 1.65 | 1.68 | 1.71 | 1.74 | 1.77 | 1.80 | 1.83 | 1.86 | Marca | Pontos | Notas |
| --------- | ------------------- | ------------------ | ---- | ---- | ---- | ---- | ---- | ---- | ---- | ---- | ---- | ---- | ---- | ---- | ---- | ---- | ----- | ------ | ----- |
| 1         | Yorgelis Rodríguez  | CUB Cuba           |      |      |      |      |      |      |      |      | o    |      | o    | o    | o    | xxx  | 1.83  | 1016   |       |
| 2         | Jillian Drouin      | CAN Canadá         |      |      |      |      |      |      |      |      | o    | o    | o    | o    | xxx  |      | 1.80  | 978    |       |
| 3         | Heather Miller      | USA Estados Unidos |      |      |      |      |      |      | xo   | o    | o    | o    | xo   | xxo  | xxx  |      | 1.80  | 978    |       |
| 4         | Vanessa Spínola     | BRA Brasil         |      |      |      |      |      | o    | o    | o    | o    | o    | xxo  | xxx  |      |      | 1.77  | 941    |       |
| 5         | Alysbeth Felix      | PUR Porto Rico     |      |      |      |      |      |      | o    | o    | xxo  | xo   | xxx  |      |      |      | 1.74  | 903    |       |
| 5         | Jessamyn Sauceda    | MEX México         |      |      |      |      | o    | o    | o    | xo   | xo   | xo   | xxx  |      |      |      | 1.74  | 903    |       |
| 7         | Evelis Aguilar      | COL Colômbia       |      | o    |      | o    | o    | o    | o    | o    | xxx  |      |      |      |      |      | 1.68  | 830    |       |
| 8         | Tamara de Sousa     | BRA Brasil         |      |      |      |      |      | o    | xo   | xo   | xxx  |      |      |      |      |      | 1.68  | 830    |       |
| 8         | Breanna Leslie      | USA Estados Unidos |      |      |      |      |      | xo   | o    | xo   | xxx  |      |      |      |      |      | 1.68  | 830    |       |
| 10        | Yusleidys Mendieta  | CUB Cuba           |      |      |      |      |      |      | o    |      | xxx  |      |      |      |      |      | 1.65  | 795    |       |
| 11        | Jessica Zelinka     | CAN Canadá         |      |      |      | o    | o    | o    | xxo  | xxx  |      |      |      |      |      |      | 1.65  | 795    |       |
| 12        | Anna Camila Pirelli | PAR Paraguai       | o    | xo   | o    | o    | xxx  |      |      |      |      |      |      |      |      |      | 1.56  | 689    |       |

### Arremesso de peso
| Colocação | Atleta              | Nacionalidade      | #1    | #2    | #3    | Marca | Pontos | Notas |
| --------- | ------------------- | ------------------ | ----- | ----- | ----- | ----- | ------ | ----- |
| 1         | Yusleidys Mendieta  | CUB Cuba           | 12.73 | 14.40 | 13.45 | 14.40 | 821    |       |
| 2         | Vanessa Spínola     | BRA Brasil         | 13.84 | 14.32 | 14.20 | 14.32 | 815    |       |
| 3         | Yorgelis Rodríguez  | CUB Cuba           | 13.08 | 14.14 | x     | 14.14 | 803    |       |
| 4         | Tamara de Sousa     | BRA Brasil         | 13.94 | 13.90 | x     | 13.94 | 790    |       |
| 5         | Jessica Zelinka     | CAN Canadá         | 13.08 | 13.55 | 13.87 | 13.87 | 785    |       |
| 6         | Anna Camila Pirelli | PAR Paraguai       | 13.32 | 12.41 | 13.25 | 13.32 | 749    |       |
| 7         | Jillian Drouin      | CAN Canadá         | 12.12 | x     | 12.80 | 12.80 | 714    |       |
| 8         | Evelis Aguilar      | COL Colômbia       | 12.55 | 11.97 | 12.15 | 12.55 | 698    |       |
| 9         | Heather Miller      | USA Estados Unidos | 12.20 | 12.02 | 12.34 | 12.34 | 684    |       |
| 10        | Jessamyn Sauceda    | MEX México         | 11.89 | 12.16 | 11.39 | 12.16 | 672    |       |
| 11        | Breanna Leslie      | USA Estados Unidos | 9.79  | 11.85 | 10.89 | 11.85 | 651    |       |
| 12        | Alysbeth Felix      | PUR Porto Rico     | 11.12 | 10.94 | 9.64  | 11.12 | 603    |       |

### 200 metros
| Colocação | Bateria | Atleta              | Nacionalidade      | Tempo | Vento | Pontos | Notas |
| --------- | ------- | ------------------- | ------------------ | ----- | ----- | ------ | ----- |
| 1         | 2       | Evelis Aguilar      | COL Colômbia       | 23.99 | +0.5  | 982    |       |
| 2         | 2       | Vanessa Spínola     | BRA Brasil         | 24.00 | +0.5  | 981    |       |
| 3         | 2       | Yusleidys Mendieta  | CUB Cuba           | 24.22 | +0.5  | 960    |       |
| 4         | 1       | Yorgelis Rodríguez  | CUB Cuba           | 24.25 | +1.5  | 957    |       |
| 5         | 2       | Heather Miller      | USA Estados Unidos | 24.30 | +0.5  | 952    |       |
| 6         | 1       | Jessica Zelinka     | CAN Canadá         | 24.47 | +1.5  | 936    |       |
| 7         | 2       | Breanna Leslie      | USA Estados Unidos | 24.58 | +0.5  | 926    |       |
| 8         | 2       | Alysbeth Felix      | PUR Porto Rico     | 24.69 | +0.5  | 915    |       |
| 9         | 1       | Jessamyn Sauceda    | MEX México         | 25.11 | +1.5  | 877    |       |
| 10        | 1       | Tamara de Sousa     | BRA Brasil         | 25.18 | +1.5  | 870    |       |
| 11        | 1       | Anna Camila Pirelli | PAR Paraguai       | 25.48 | +1.5  | 843    |       |
| 12        | 1       | Jillian Drouin      | CAN Canadá         | 25.51 | +1.5  | 841    |       |

### Salto em distância
| Colocação | Atleta              | Nacionalidade      | #1   | #2   | #3   | Marca | Vento | Pontos | Notas |
| --------- | ------------------- | ------------------ | ---- | ---- | ---- | ----- | ----- | ------ | ----- |
| 1         | Jessamyn Sauceda    | MEX México         | 6.35 | x    | 6.06 | 6.35  | +1.9  | 959    |       |
| 2         | Heather Miller      | USA Estados Unidos | 6.11 | 6.02 | 6.28 | 6.28  | +2.9  | 937    |       |
| 3         | Yorgelis Rodríguez  | CUB Cuba           | 6.25 | x    | x    | 6.25  | -0.4  | 927    |       |
| 4         | Alysbeth Felix      | PUR Porto Rico     | 6.08 | 6.17 | 4.38 | 6.17  | +1.5  | 902    |       |
| 5         | Evelis Aguilar      | COL Colômbia       | 6.15 | 6.03 | 6.02 | 6.15  | +3.0  | 896    |       |
| 6         | Breanna Leslie      | USA Estados Unidos | 5.61 | 5.90 | 5.40 | 5.90  | +1.8  | 819    |       |
| 7         | Yusleidys Mendieta  | CUB Cuba           | 5.74 | 5.89 | 5.85 | 5.89  | +1.6  | 816    |       |
| 8         | Vanessa Spínola     | BRA Brasil         | 5.83 | 5.79 | 5.77 | 5.83  | +0.5  | 798    |       |
| 9         | Tamara de Sousa     | BRA Brasil         | 5.65 | 5.46 | 5.55 | 5.65  | +0.3  | 744    |       |
| 10        | Anna Camila Pirelli | PAR Paraguai       | 5.37 | 5.36 | 5.54 | 5.54  | +1.2  | 712    |       |
| 11        | Jillian Drouin      | CAN Canadá         |      |      |      | DNS   |       |        |       |
| 11        | Jessica Zelinka     | CAN Canadá         |      |      |      | DNS   |       |        |       |

### Lançamento de dardo
| Colocação | Atleta              | Nacionalidade      | #1    | #2    | #3    | Marca | Pontos | Notas |
| --------- | ------------------- | ------------------ | ----- | ----- | ----- | ----- | ------ | ----- |
| 1         | Yorgelis Rodríguez  | CUB Cuba           | x     | 48.32 | 46.61 | 48.32 | 828    |       |
| 2         | Yusleidys Mendieta  | CUB Cuba           | 47.27 | 44.49 | 48.08 | 48.08 | 823    |       |
| 3         | Anna Camila Pirelli | PAR Paraguai       | 44.38 | 42.95 | 47.38 | 47.38 | 809    |       |
| 4         | Tamara de Sousa     | BRA Brasil         | 46.96 | 45.10 | 45.48 | 46.96 | 801    |       |
| 5         | Vanessa Spínola     | BRA Brasil         | 37.11 | 41.91 | 42.38 | 42.38 | 713    |       |
| 6         | Evelis Aguilar      | COL Colômbia       | 38.63 | x     | 41.02 | 41.02 | 687    |       |
| 7         | Breanna Leslie      | USA Estados Unidos | 38.53 | x     | 40.84 | 40.84 | 683    |       |
| 8         | Heather Miller      | USA Estados Unidos | 38.66 | 39.75 | 40.31 | 40.31 | 673    |       |
| 9         | Alysbeth Felix      | PUR Porto Rico     | 34.49 | 35.35 | 39.38 | 39.38 | 655    |       |
| 10        | Jessamyn Sauceda    | MEX México         | 35.56 | 38.51 | x     | 38.51 | 639    |       |
| 11        | Jillian Drouin      | CAN Canadá         |       |       |       | DNS   |        |       |
| 11        | Jessica Zelinka     | CAN Canadá         |       |       |       | DNS   |        |       |

### 800 metros
| Colocação | Atleta              | Nacionalidade      | Tempo   | Pontos | Notas |
| --------- | ------------------- | ------------------ | ------- | ------ | ----- |
| 1         | Heather Miller      | USA Estados Unidos | 2:12.57 | 927    |       |
| 2         | Breanna Leslie      | USA Estados Unidos | 2:13.25 | 918    |       |
| 3         | Evelis Aguilar      | COL Colômbia       | 2:13.95 | 908    |       |
| 4         | Alysbeth Felix      | PUR Porto Rico     | 2:18.19 | 848    |       |
| 5         | Anna Camila Pirelli | PAR Paraguai       | 2:18.59 | 843    |       |
| 6         | Vanessa Spínola     | BRA Brasil         | 2:20.81 | 813    |       |
| 7         | Yorgelis Rodríguez  | CUB Cuba           | 2:22.01 | 796    |       |
| 8         | Jessamyn Sauceda    | MEX México         | 2:23.97 | 770    |       |
| 9         | Yusleidys Mendieta  | CUB Cuba           | 2:33.42 | 651    |       |
| 10        | Tamara de Sousa     | BRA Brasil         | 2:39.83 | 575    |       |
| 11        | Jillian Drouin      | CAN Canadá         | DNS     |        |       |
| 11        | Jessica Zelinka     | CAN Canadá         | DNS     |        |       |

### Resultado final
| Colocação         | Atleta              | Nacionalidade      | Pontos | Notass               |
| ----------------- | ------------------- | ------------------ | ------ | -------------------- |
| Medalha de ouro   | Yorgelis Rodríguez  | CUB Cuba           | 6332   | ,                    |
| Medalha de prata  | Heather Miller      | USA Estados Unidos | 6178   |                      |
| Medalha de bronze | Vanessa Spínola     | BRA Brasil         | 6035   |                      |
| 4                 | Evelis Aguilar      | COL Colômbia       | 5930   | Recorde nacional     |
| 5                 | Yusleidys Mendieta  | CUB Cuba           | 5860   |                      |
| 6                 | Breanna Leslie      | USA Estados Unidos | 5844   |                      |
| 7                 | Alysbeth Felix      | PUR Porto Rico     | 5810   | Recorde nacional     |
| 8                 | Jessamyn Sauceda    | MEX México         | 5786   | Recorde nacional     |
| 9                 | Anna Camila Pirelli | PAR Paraguai       | 5663   | Recorde da temporada |
| 10                | Tamara de Sousa     | BRA Brasil         | 5542   |                      |
| 11                | Jillian Drouin      | CAN Canadá         | DNF    |                      |
| 11                | Jessica Zelinka     | CAN Canadá         | DNF    |                      |

Legenda
| Recorde mundial                  | Recorde mundial (World record)               |                       | Recorde africano                      | Recorde africano (African) |                                           | Q | Classificado por posição (Qualified) |
| Recorde dos Jogos Pan-Americanos | Recorde pan-americano (Pan-American record)  | Recorde da América    | Recorde da América (Americas)         | q                          | Classificado por melhor tempo (Qualified) |   |                                      |
| Melhor marca do ano              | Melhor marca do ano (World leading)          | Recorde asiático      | Recorde asiático (Asian)              | DNS                        | Não largou (Did not start)                |   |                                      |
| Recorde nacional                 | Recorde nacional (National record)           | Recorde europeu       | Recorde europeu (European)            | DNF                        | Não terminou (Did not finish)             |   |                                      |
| Recorde pessoal                  | Recorde pessoal do atleta (Personal best)    | Recorde da Oceania    | Recorde da Oceania (Oceania)          | DSQ / DQ                   | Desclassificado (Disqualified)            |   |                                      |
| Recorde da temporada             | Recorde da temporada do atleta (Season best) | Recorde sul-americano | Recorde sul-americano (South America) | NM                         | Sem marca (No mark)                       |   |                                      |